# Junior Campbell
Junior Campbell, nato William Campbell Jr. (Glasgow, 31 maggio 1947), è un musicista, cantautore e compositore scozzese, famoso per essere stato un membro fondatore dei Marmalade.

## Biografia
Campbell è cresciuto a Springboig, nella zona orientale di Glasgow, e ha studiato alla Thorntree Primary School di Greenfield e alla Eastbank Academy di Shettleston. Suo nonno Alfredo Cancellari era un immigrato di origine italiana, originario di Lucca, che cambiò il suo cognome in Campbell nei primi anni del 1900, quando si stabilì in Scozia.
Da giovane, Campbell aveva uno stile di chitarra decisamente distintivo, tanto che, in linea con Albert King e Dick Dale, suonava con la mano destra, con la mano sinistra letteralmente a testa in giù senza cambiare le corde (a differenza di Jimi Hendrix e Paul McCartney). Si unì a Pat Fairley per formare i The Gaylords nel giorno del suo 14° compleanno, nel maggio 1961. In seguito divennero Dean Ford & the Gaylords, poi divenuti i Marmalade nel 1966. Suonava la chitarra solista, il pianoforte e cantava anche.

### Carriera musicale

#### Marmalade
Con i Marmalade, Campbell ha co-scritto e prodotto i brani di successo Reflections of My Life, Rainbow e I See The Rain, tra gli altri, in una serie di successi dal 1967 al 1971.  L'assolo di chitarra al contrario di Campbell su Reflections of My Life e I See the Rain sono particolarmente degni di nota: quest'ultimo è stato il pezzo preferito di Jimi Hendrix del 1967.

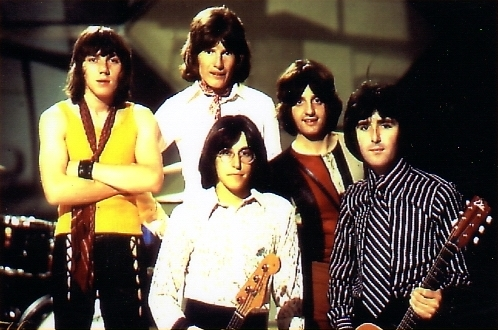
Campbell nei Marmalade nel 1968 (secondo da destra)

Durante gli anni con i Marmalade, la band si servì di Keith Mansfield come arrangiatore orchestrale in tutti i loro primi successi discografici con la CBS, tra cui Lovin' Things, Wait For Me Mary-Anne, una cover di Ob-La-Di, Ob-La-Da, Baby Make It Soon e anche Reflections of My Life. Quando la band passò alla Decca, Campbell studiò da vicino le partiture di Mansfield e rimase così colpito dall'abilità di arrangiare per orchestra e dal suono e dalla competenza dei musicisti orchestrali in studio di registrazione che ciò segnò una svolta importante nella sua carriera, tanto che iniziò lui stesso ad arrangiare l'accompagnamento orchestrale nelle sessioni della band.
Campbell fu il principale collaboratore nella scrittura dei testi del cantante Dean Ford e, nel loro album successivo Songs, pubblicato nel novembre 1971, Ford scrisse solo due canzoni.

#### Carriera da solista
Durante gli anni '70, Campbell pubblicò due dischi solisti autoprodotti, Hallelujah Freedom e Sweet Illusion, che finirono nella Top 20 della UK Singles Chart. 
Campbell poi studiò orchestrazione e composizione con Eric Gilder e Max Saunders al Royal College of Music e divenne arrangiatore e produttore discografico per molti artisti diversi come Miller Anderson, Matthews Southern Comfort, Barry Ryan, The Tremeloes, Freddie Starr e Barbara Dickson, arrangiando e producendo il suo primo singolo di successo e album, Answer Me. Ha anche arrangiato e diretto le esibizioni della Dickson nella sua prima stagione nella serie televisiva della BBC The Two Ronnies nel 1976.
Campbell ha composto musica per film e fiction televisive, tra cui il film di guerra del 1989 Il fiume dalle acque magiche. 
Campbell ha anche composto la musica per l'adattamento televisivo della BBC del 1998 del libro Il segreto di Cedar House di Minette Walters, con Miranda Richardson, Bob Peck, Siân Phillips, Douglas Hodge, Trudie Styler e Elizabeth Winslet. 

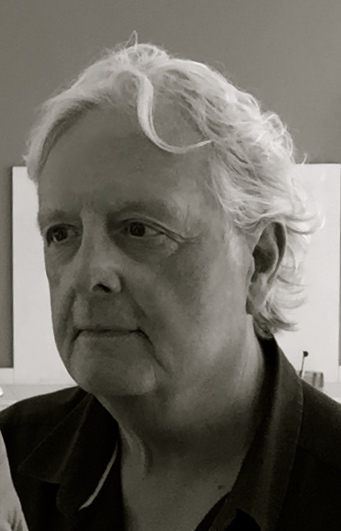
Campbell nel 2016

Campbell ha co-scritto la musica e i testi delle canzoni della serie per bambini di successo internazionale Il trenino Thomas con Mike O'Donnell, componendo la musica di 182 episodi e le canzoni dal 1984 al 2003. O'Donnell e Campbell hanno lasciato la serie nel 2003, dopo essere rimasti coinvolti in quella che si è rivelata essere una lunga disputa legale in una richiesta di recupero di sostanziali royalties storiche con HiT Entertainment, i nuovi proprietari della serie. Per la settima stagione, la loro stagione finale, tutti i 26 episodi avevano la musica originale nel doppiaggio britannico, mentre solo 7 episodi della stagione avrebbero avuto la musica di O'Donnell e Campbell nella versione americana, poiché la maggior parte della musica della stagione in quella versione è stata rifatta dal nuovo compositore della serie Robert Hartshorne, la cui musica è stata utilizzata anche in 21 episodi del doppiaggio britannico della stagione. Campbell e O'Donnell scrissero anche la colonna sonora per la serie TV Tugs nel 1989.
Nel novembre 2013, Junior Campbell – The Very Best Of .... Back Then è stato pubblicato tramite Union Square Music. Era un album compilation di 32 tracce disponibile per il download digitale.

## Vita privata
Ha tre figli.

## Discografia

### Con i Dean Ford and the Gaylords
- 1964 – Twenty Miles/What's the Matter with Me
- 1964 – Mr. Heartbreak's Here Instead/I Won't
- 1965 – The Name Game/That Lonely Feeling
- 1965 – He's A Good Face (But He's Down and Out)/You Know It Too

### Con i Marmalade

#### Singoli
- 1966 – It's all Leading Up to Saturday Night
- 1966 – Can't Stop Now
- 1967 – I See the Rain
- 1967 – Man in a Shop
- 1968 – Lovin' Things
- 1968 – Wait for Me Mary-Anne
- 1968 – Ob-La-Di, Ob-La-Da
- 1969 – Baby Make it Soon
- 1969 – Butterfly
- 1969 – Reflections of My Life
- 1970 – Rainbow
- 1971 – My Little One
- 1971 – Cousin Norman

#### Album
- 1968 – There's A Lot of it About
- 1970 – Reflections of the Marmalade

### Solista

#### Singoli
- 1971 – Goodbye Baby Jane/If I Call Your Name
- 1972 – Hallelujah Freedom/Alright With Me
- 1973 – Sweet Illusion/Ode to Karen
- 1973 – Reach Out (An' Help Your Fellow Man)/Pretty Belinda
- 1974 – Sweet Lady Love/If I Could Believe You Darlin'
- 1974 – Ol' Virginia/Wullie Sings the Blues
- 1976 – Carabino Lady/Southern Man
- 1977 – Baby Hold On/Long Long Road
- 1978 – Higland Girl/Climb on Board
- 1978 – America/Radio Man
- 1979 – Light Me Inside/Susie Dark - Susie Blue
- 1980 – Rumours/Lady Jane
- 1980 – Too Late Now/No Reply
- 1981 – Part of Your Friendship/Do you Have to Fall in Love[9]
- 1981 – Heart/Golden Leaves
- 1982 – Slow Down/How Do You Feel When You Wake Up?
- 1983 – Accept Your Feelings/Ellie Don't Go
- 1984 – New York City/Make Mine Hope
- 1985 – Don't Want Much Just Want More/Feelin' So Right
- 1985 – Ice Burns/Heart to Heart Conversation
- 1986 – Don't Try My Girl/Swimming in the Oceans
- 1986 – Trucker Drivin'/The Trap
- 1987 – School Days/Far from the Town
- 1988 – All I Know is Trust/Star Struck
- 1989 – Purley Platonic/Nightclub
- 1989 – When the Sun Sets/Just a Little Romance

#### Album
- 1974 – Second Time Around[1][10]
- 2001 – Second Time Around (compilation di singoli di successo ed inediti)